# Glöckchen-Lauch
Der Glöckchen-Lauch (Allium triquetrum) ist eine Pflanzenart aus der Gattung Lauch (Allium) und gehört zur Unterfamilie der Lauchgewächse (Allioideae).

## Beschreibung
Der Glöckchen-Lauch wächst als ausdauernde krautige Pflanze und erreicht Wuchshöhen von 10 bis 50 Zentimeter. Alle Laubblätter sind grundständig, gekielt und werden bis 17 Millimeter breit.
Die drei bis fünfzehn Blüten stehen in einem einseitswendigen, hängenden scheindoldigen Blütenstand auf einem scharf dreikantigen Blütenstandsschaft mit zweiteiliger Hochblatthülle. Die weißen, glockig zusammenneigenden Blütenhüllblätter besitzen einen grünen Mittelnerv und werden 10 bis 18 Millimeter lang.
Die Blütezeit reicht von März bis Mai.
Besonders während der Blütezeit bilden die Blätter eine gewisse Schärfe zusammen mit einer angenehmen Bitternote aus. Blätter wie Blüten sind gleichermaßen essbar und können in Rohkostsalate, Quarkcremes oder über gegrilltes Gemüse gestreut werden.
Die Chromosomenzahl beträgt 2n = 18, seltener 27.

## Vorkommen
Der Glöckchen-Lauch ist im westlichen Mittelmeerraum von der Iberischen Halbinsel bis Italien und in einzelnen Gebieten in Frankreich verbreitet.
Als Standort werden Gräben sowie feuchte Gebüsche und schattige Felsen bevorzugt.
Im Garten steht die Pflanze trocken-schattig oder feucht-sonnig. Glöckchenlauch gehört zu den wenigen Lauch-Arten, die schattenverträglich sind.